# Manfredo della Scala
Manfredo della Scala (Verona, 13e eeuw – aldaar, 1256) was tegenbisschop van Verona (1252-1255) in het Italiaanse markgraafschap Verona, dat zelf deel was van het Heilige Roomse Rijk. Hij was een pion in het autoritair bestuur van Ezzelino III da Romano, bijgenaamd de Tiran van Verona.

## Levensloop

Wapenschild van het Huis della Scala, Verona

Manfredo della Scala behoorde tot de patriciërsfamilie della Scala of Huis Scaliger in Verona. In de kathedraal was Manfredo een van de kanunniken in het kapittel. 
Op bevel van Ezzelino III verkozen de kanunniken Manfredo tot nieuwe bisschop (1252). De zetelende bisschop Iacopo di Breganze was ofwel overleden ofwel verdwenen ergens in ballingschap (1252). Het was bekend dat bisschop Iacopo, die al meer dan 25 jaar bisschop was, een tegenstander was van zowel Ezzelino III als van de familie della Scala. Ezzelino III had hem daarom in ballingschap gestuurd.
De verkiezing en bisschopswijding van Manfredo lokten controverse uit omwille van twijfel over Manfredo’s bekwaamheid. Paus Alexander IV weigerde hem als bisschop te erkennen en zocht zelf een bisschop. Dit werd Gerardo Cossadoca doch de pauselijke beslissing viel pas in 1255; de paus heeft gewacht tot Manfredo’s vader Jacopo della Scala overleed (1254). Ezzelino III stuurde de nieuwe bisschop Cossadoca al na een jaar in ballingschap.
De officiële bisschoppenlijst van Verona kent een hiaat voor de jaren 1252-1255. Dit heeft te maken met het uitblijven van pauselijke erkenning van de zetelende bisschop Manfredo della Scala. Kanunnik Manfredo overleed in 1256. 